# Viskningar och rop
Viskningar och rop är en svensk dramafilm från 1972, med manus och regi av Ingmar Bergman.

## Handling
Den utspelar sig kring sekelskiftet 1900 och handlar om tre systrar, spelade av Harriet Andersson, Ingrid Thulin och Liv Ullmann. En av dem, Agnes (Harriet Andersson), är döende i cancer. Bland övriga medverkande finns bland andra Kari Sylwan och Erland Josephson. 

## Mottagande
Sven Nykvist belönades med en Oscar år 1974 för bästa foto. Filmen var nominerad i ytterligare fyra kategorier. Den vann även årets guldbagge i kategori bästa film.

## Scenografi
I manuset hade Bergman betonat ljuset i filmen, gryningar, skenet från en brasa, soliga höstdagar, ljus i nattmörker med mera. Därtill skulle alla interiörer vara röda för att visa att själens insida är "en fuktig hinna i röda nyanser". Filmens affisch signalerade hur viktigt Bergman ansåg att ljuset var. Filmen presenterades som "Ingmar Bergmans färgfilm" och affischen visade fyra kvinnor klädda i vitt gående i en park en höstdag.
Filmen är en av titlarna i boken Tusen svenska klassiker (2009).

## Rollista i urval
- Harriet Andersson – Agnes
- Kari Sylwan – Anna
- Ingrid Thulin – Karin
- Liv Ullmann – Maria/Marias mamma
- Anders Ek – Isak, präst
- Inga Gill – Sagoberätterska
- Erland Josephson – David, läkare

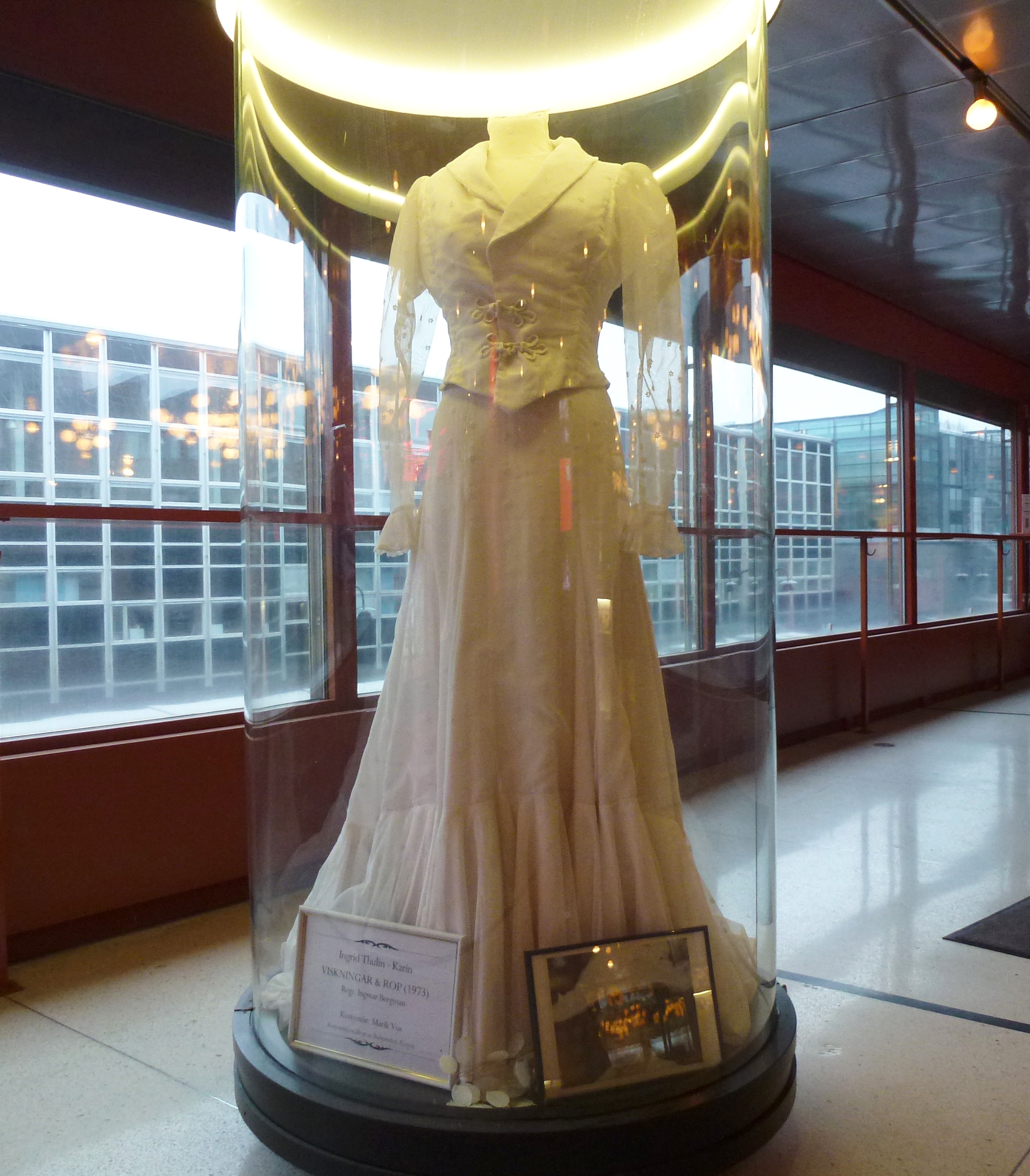
Ingrid Thulins klänning i filmen "Viskningar och rop", utställd på Filmhuset.

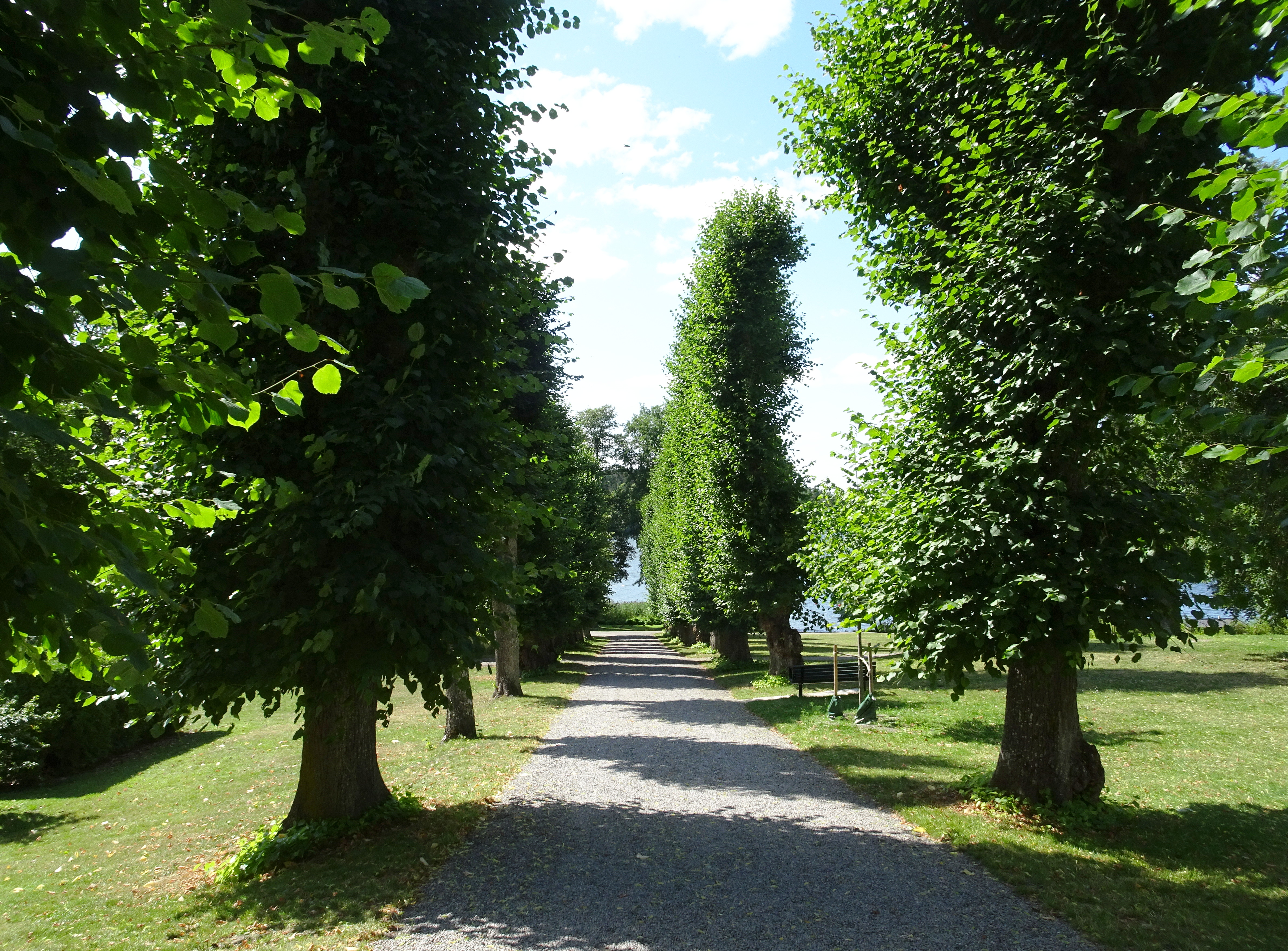
Slottsparken på Taxinge slott var en av inspelningsplatserna.

- Henning Moritzen – Joakim, Marias man
- Georg Årlin – Fredrik, Karins man
- Linn Ullmann – Marias dotter
- Greta Johansson – sveperska
- Karin Johansson – sveperska
- Rossana Mariano – Agnes som barn
- Malin Gjörup – Annas dotter
- Lena Bergman – Maria som barn

## Filmmusik i urval
- Svit för cello nr 5 c-moll, kompositör Johann Sebastian Bach
- Mazurka nr 13 a-moll opus 17 nr 4, kompositör Frédéric Chopin